# Seznam znanstvenikov
Za seznam znanstvenikov glej:
- seznam antropologov,
- seznam astrofizikov,
- seznam astronomov,
- seznam biologov,
- seznam ekonomistov,
- seznam filozofov,
- seznam fizikov,
- seznam fiziologov,
- seznam geofizikov,
- seznam geografov,
- seznam geologov,
- seznam inženirjev,
- seznam izumiteljev,
- seznam kemikov,
- seznam klimatologov,
- seznam kozmologov,
- seznam matematikov,
- seznam meteorologov,
- seznam nevrologov,
- seznam ornitologov,
- seznam programerjev,
- seznam računalnikarjev,
- seznam raziskovalcev,
- seznam psihologov,
- seznam sociologov,
- seznam zgodovinarjev,
- seznam zoologov,

- seznam slovenskih znanstvenikov,

- seznam slovenskih astronomov,
- seznam slovenskih biologov,
- seznam slovenskih filozofov,
- seznam slovenskih fizikov,
- seznam slovenskih geografov,
- seznam slovenskih kemikov,
- seznam slovenskih literarnih zgodovinarjev,
- seznam slovenskih matematikov,
- seznam slovenskih računalnikarjev,
- seznam slovenskih programerjev,
- seznam slovenskih psihologov
- seznam slovenskih sociologov.